# Osiemnastokąt

Osiemnastokąt foremny

Osiemnastokąt foremny z wszystkimi 135 przekątnymi

Osiemnastokąt – wielokąt, który ma 18 boków. Suma jego kątów wewnętrznych wynosi 2880°.

## Osiemnastokąt foremny
Osiemnastokąt foremny ma 18 równych boków oraz 18 kątów o jednakowej mierze. Każdy kąt ma rozwartość 160°, zaś ich suma jest równa 2880°. Według twierdzenia Gaussa-Wantzela nie jest możliwe skonstruowanie osiemnastokąta foremnego za pomocą tzw. konstrukcji klasycznej, tj. przy użyciu cyrkla oraz linijki. Możliwe jest jednak skonstruowanie go przy użyciu innych narzędzi umożliwiających trysekcję kąta.
Pole powierzchni osiemnastokąta foremnego o boku długości {\displaystyle a} jest równe

Konstrukcja osiemnastokąta foremnego z użyciem trysekcji kąta

{\displaystyle S={\frac {9}{2}}a^{2}\operatorname {ctg} {\frac {\pi }{18}}\approx 25{,}5208\cdot a^{2}}